# Circoscrizione Bologna-Ferrara-Ravenna-Forlì
La circoscrizione Bologna-Ferrara-Ravenna-Forlì era una circoscrizione elettorale italiana per l'elezione dell'Assemblea Costituente (circoscrizione XIII), nel 1946, e della Camera dei deputati, dal 1948 al 1993 (circoscrizione XII).
Comprendeva le province di Bologna, Ferrara, Ravenna e Forlì.
Era prevista dalla Tabella A di cui al decreto legislativo luogotenenziale 10 marzo 1946, n. 74, poi ripresa dalla legge 20 gennaio 1948, n. 6 e dal decreto del presidente della Repubblica 30 marzo 1957, n. 361.
Nel 1993 la circoscrizione fu soppressa contestualmente all'istituzione della circoscrizione Emilia-Romagna, comprendente tutte le province della regione.
Di seguito i risultati di lista e i deputati eletti, ordinati secondo il numero di preferenze ottenute.

## Elezioni politiche 1946
| Liste                                           | Voti      | %     | Seggi |
| ----------------------------------------------- | --------- | ----- | ----- |
| Partito Comunista Italiano                      | 420.573   | 38,19 | 9     |
| Partito Socialista Italiano di Unità Proletaria | 300.750   | 27,31 | 7     |
| Democrazia Cristiana                            | 202.022   | 18,34 | 4     |
| Partito Repubblicano Italiano                   | 106.213   | 9,64  | 2     |
| Fronte dell'Uomo Qualunque                      | 34.911    | 3,17  | -     |
| Unione Democratica Nazionale                    | 20.936    | 1,90  | -     |
| Partito d'Azione                                | 15.892    | 1,44  | -     |
| Totale                                          | 1.101.297 |       | 22    |

| Partito Comunista Italiano | Partito Socialista Italiano di Unità Proletaria                                                                    | Democrazia Cristiana                                                                               | Partito Repubblicano Italiano                           |
| --- | --- | -------------------------------------------------------------------------------------------------- | ------------------------------------------------------- |
| - Rita Montagnana - Arturo Colombi - Giuseppe Dozza - Ilio Bosi - Vincenzo Cavallari - Arrigo Boldrini - Quinto Bucci - Romolo Landi - Giuseppe Ricci | - Francesco Zanardi - Luigi Preti - Gherardo Taddia - Ezio Villani - Mario Longhena - Renato Tega - Verenin Grazia | - → Giovanni Gronchi - Raimondo Manzini - Giovanni Braschi - Benigno Zaccagnini - Angelo Salizzoni | - → Randolfo Pacciardi - Cino Macrelli - Aldo Spallicci |

1. 1 2  Opta per la circoscrizione Pisa-Livorno-Lucca-Massa Carrara

## Elezioni politiche 1948
| Liste                                              | Voti      | %     | Seggi |
| -------------------------------------------------- | --------- | ----- | ----- |
| Fronte Democratico Popolare                        | 627.609   | 52,00 | 13    |
| Democrazia Cristiana                               | 356.654   | 29,55 | 7     |
| Unità Socialista                                   | 101.312   | 8,39  | 2     |
| Partito Repubblicano Italiano                      | 95.065    | 7,88  | -     |
| Movimento Sociale Italiano                         | 11.394    | 0,94  | -     |
| Blocco Nazionale                                   | 10.698    | 0,89  | -     |
| Partito Nazionale Monarchico - Alleanza del Lavoro | 4.125     | 0,34  | -     |
| Totale                                             | 1.206.857 |       | 22    |

| Fronte Democratico Popolare | Democrazia Cristiana | Unità Socialista               |
| --- | --- | ------------------------------ |
| - Aldo Cucchi - Antonio Roasio - Nella Marcellino - Andrea Marabini - Leonildo Tarozzi - Giovanni Bottonelli - Arrigo Boldrini - Giusto Tolloy - Giuliana Nenni - Pietro Reali - Giuseppe Ricci - Verenin Grazia - Vincenzo Cavallari | - Raimondo Manzini - Angelo Salizzoni - Giacomo Dal Monte Casoni - Giovanni Bersani - Benigno Zaccagnini - Natale Gorini - Giuseppe Babbi | - Mario Longhena - Luigi Preti |

1. ↑  Proclamato in data 28.10.1948, essendo stata annullata l'elezione di Giovanni Ghirotti in seguito a rettifica del numero di preferenze (DOC)

## Elezioni politiche 1953
| Liste                                   | Voti      | %     | Seggi |
| --------------------------------------- | --------- | ----- | ----- |
| Partito Comunista Italiano              | 472.344   | 37,39 | 10    |
| Democrazia Cristiana                    | 342.680   | 27,12 | 7     |
| Partito Socialista Italiano             | 177.572   | 14,05 | 3     |
| Partito Socialista Democratico Italiano | 83.674    | 6,62  | 1     |
| Partito Repubblicano Italiano           | 77.955    | 6,17  | 1     |
| Movimento Sociale Italiano              | 38.594    | 3,05  | -     |
| Partito Liberale Italiano               | 24.807    | 1,96  | -     |
| Unione Socialista Indipendente          | 17.393    | 1,38  | -     |
| Unità Popolare                          | 13.074    | 1,03  | -     |
| Partito Nazionale Monarchico            | 8.888     | 0,70  | -     |
| Alleanza Democratica Nazionale          | 6.046     | 0,48  | -     |
| Partito Sardo d'Azione                  | 424       | 0,03  | -     |
| Totale                                  | 1.263.451 |       | 22    |

| Partito Comunista Italiano | Democrazia Cristiana | Partito Socialista Italiano                       | Partito Socialista Democratico Italiano | Partito Repubblicano Italiano |
| --- | --- | ------------------------------------------------- | --------------------------------------- | ----------------------------- |
| - Antonio Roasio - Vincenzo Moscatelli - Vincenzo Cavallari - Giuliano Pajetta - Arrigo Boldrini - Leonildo Tarozzi - Andrea Marabini - Pietro Reali - Giovanni Bottonelli - Ennio Cervellati | - Mario Scelba - Benigno Zaccagnini - Giovanni Bersani - Raimondo Manzini - Angelo Salizzoni - Natale Gorini - Giovanni Elkan | - Giusto Tolloy - Giuliana Nenni - Francesco Lami | - Anselmo Martoni                       | - Cino Macrelli               |

## Elezioni politiche 1958
| Liste                                            | Voti      | %     | Seggi |
| ------------------------------------------------ | --------- | ----- | ----- |
| Partito Comunista Italiano                       | 514.467   | 37,86 | 10    |
| Democrazia Cristiana                             | 376.593   | 27,71 | 7     |
| Partito Socialista Italiano                      | 215.364   | 15,85 | 4     |
| Partito Socialista Democratico Italiano          | 87.833    | 6,46  | 2     |
| Partito Repubblicano Italiano - Partito Radicale | 74.660    | 5,49  | 2     |
| Partito Liberale Italiano                        | 40.576    | 2,99  | 1     |
| Movimento Sociale Italiano                       | 38.639    | 2,84  | 1     |
| Partito Nazionale Monarchico                     | 6.027     | 0,44  | -     |
| Partito Monarchico Popolare                      | 4.771     | 0,35  | -     |
| Totale                                           | 1.358.930 |       | 27    |

| Partito Comunista Italiano | Democrazia Cristiana                                                                                             | Partito Socialista Italiano                                                | Partito Socialista Democratico Italiano |
| --- | --- | -------------------------------------------------------------------------- | --------------------------------------- |
| - Arturo Colombi - Nilde Iotti - Giovanni Bottonelli - Luciano Lama - Renato Degli Esposti - Ilio Bosi - Arrigo Boldrini - Giuliano Pajetta - Mario Roffi | - Angelo Salizzoni - Giovanni Bersani - Gino Mattarelli - Benigno Zaccagnini - Raimondo Manzini - Giovanni Elkan | - Venerio Cattani - Gianguido Borghese - Silvano Armaroli - Otello Magnani | - Luigi Preti - Anselmo Martoni         |
| Partito Repubblicano Italiano - Partito Radicale | Partito Liberale Italiano                                                                                        | Movimento Sociale Italiano                                                 |                                         |
| - Ugo La Malfa - Cino Macrelli | - Agostino Bignardi                                                                                              | - Pino Romualdi                                                            |                                         |

## Elezioni politiche 1963
| Liste                                            | Voti      | %     | Seggi |
| ------------------------------------------------ | --------- | ----- | ----- |
| Partito Comunista Italiano                       | 599.644   | 41,86 | 12    |
| Democrazia Cristiana                             | 335.857   | 23,45 | 6     |
| Partito Socialista Italiano                      | 195.367   | 13,64 | 4     |
| Partito Socialista Democratico Italiano          | 93.563    | 6,53  | 2     |
| Partito Liberale Italiano                        | 81.229    | 5,67  | 1     |
| Partito Repubblicano Italiano                    | 70.656    | 4,93  | 1     |
| Movimento Sociale Italiano                       | 46.042    | 3,21  | 1     |
| Partito Democratico Italiano di Unità Monarchica | 5.312     | 0,37  | -     |
| Partito Autonomo Pensionati d'Italia             | 3.064     | 0,21  | -     |
| Concentrazione di Unità Rurale                   | 1.748     | 0,12  | -     |
| Totale                                           | 1.432.482 |       | 27    |

| Partito Comunista Italiano | Democrazia Cristiana                                                                                               | Partito Socialista Italiano                                              | Partito Socialista Democratico Italiano |
| --- | --- | ------------------------------------------------------------------------ | --------------------------------------- |
| - → Gian Carlo Pajetta - Francesco Loperfido - Arrigo Boldrini - Luciano Lama - Nicola Pagliarani - Nives Gessi - Antonio Zoboli - Renato Degli Esposti - Veraldo Vespignani - Giuseppe Venturoli - Nilde Iotti - Giancarlo Ferri - Veniero Accreman | - Benigno Zaccagnini - Angelo Salizzoni - Gino Mattarelli - Giordano Marchiani - Giovanni Elkan - Giovanni Bersani | - Venerio Cattani - Stefano Servadei - Silvano Armaroli - Francesco Lami | - Luigi Preti - Anselmo Martoni         |
| Partito Liberale Italiano | Partito Repubblicano Italiano                                                                                      | Movimento Sociale Italiano                                               |                                         |
| - Agostino Bignardi | - Ugo La Malfa | - Pino Romualdi                                                          |                                         |

1. ↑  Optante per la circoscrizione Mantova-Cremona

## Elezioni politiche 1968
| Liste                                            | Voti      | %     | Seggi |
| ------------------------------------------------ | --------- | ----- | ----- |
| Partito Comunista Italiano                       | 651.187   | 43,92 | 12    |
| Democrazia Cristiana                             | 359.091   | 24,22 | 6     |
| Partito Socialista Unificato                     | 213.962   | 14,43 | 4     |
| Partito Repubblicano Italiano                    | 72.640    | 4,90  | 1     |
| Partito Socialista Italiano di Unità Proletaria  | 70.325    | 4,74  | 1     |
| Partito Liberale Italiano                        | 68.230    | 4,60  | 1     |
| Movimento Sociale Italiano                       | 38.007    | 2,56  | -     |
| Nuova Repubblica                                 | 4.682     | 0,32  | -     |
| Partito Democratico Italiano di Unità Monarchica | 4.542     | 0,31  | -     |
| Totale                                           | 1.482.666 |       | 25    |

| Partito Comunista Italiano | Democrazia Cristiana | Partito Socialista Unificato                                         |
| --- | --- | -------------------------------------------------------------------- |
| - Arrigo Boldrini - Giancarlo Ferri - Giuseppe Venturoli - Francesco Loperfido - Veraldo Vespignani - Giuliano Pajetta - Luciano Lama - Renato Degli Esposti - Walter Sabadini - Nives Gessi § - Sergio Flamigni - Nicola Pagliarani | - Angelo Salizzoni - Giovanni Elkan - Benigno Zaccagnini - Giovanni Bersani - Adolfo Loris Cristofori - Gino Mattarelli | - Luigi Preti - Anselmo Martoni - Venerio Cattani - Stefano Servadei |
| Partito Repubblicano Italiano | Partito Socialista Italiano di Unità Proletaria                                                                         | Partito Liberale Italiano                                            |
| - Ugo La Malfa | - Francesco Lami | - Agostino Bignardi                                                  |

## Elezioni politiche 1972
| Liste                                           | Voti      | %     | Seggi |
| ----------------------------------------------- | --------- | ----- | ----- |
| Partito Comunista Italiano                      | 693.342   | 44,85 | 12    |
| Democrazia Cristiana                            | 379.542   | 24,55 | 7     |
| Partito Socialista Italiano                     | 119.636   | 7,74  | 2     |
| Partito Socialista Democratico Italiano         | 90.814    | 5,87  | 2     |
| Partito Repubblicano Italiano                   | 87.313    | 5,65  | 2     |
| Movimento Sociale Italiano - Destra Nazionale   | 65.043    | 4,21  | 1     |
| Partito Liberale Italiano                       | 54.730    | 3,54  | 1     |
| Partito Socialista Italiano di Unità Proletaria | 40.367    | 2,61  | -     |
| Il manifesto                                    | 9.451     | 0,61  | -     |
| Movimento Politico dei Lavoratori               | 3.814     | 0,25  | -     |
| Partito Comunista (Marxista-Leninista) Italiano | 1.884     | 0,12  | -     |
| Totale                                          | 1.545.936 |       | 27    |

| Partito Comunista Italiano | Democrazia Cristiana | Partito Socialista Italiano               | Partito Socialista Democratico Italiano |
| --- | --- | ----------------------------------------- | --------------------------------------- |
| - Arrigo Boldrini - Peppino Aldrovandi - Giovanni Buzzoni - Giovanni Giadresco - Veraldo Vespignani - Renata Talassi - Veniero Accreman - Adriana Lodi Faustini Fustini - Eugenio Peggio - Sergio Flamigni - Giulietta Fibbi - Giuseppe Venturoli | - Giancarlo Tesini - Benigno Zaccagnini - Gino Mattarelli - Adolfo Loris Cristofori - Giovanni Elkan - Angelo Salizzoni - Giovanni Bersani | - Francesco De Martino - Stefano Servadei | - Luigi Preti - Anselmo Martoni         |
| Partito Repubblicano Italiano | Movimento Sociale Italiano - Destra Nazionale                                                                                              | Partito Liberale Italiano                 |                                         |
| - Oddo Biasini - Adolfo Battaglia | - Alfredo Covelli | - Agostino Bignardi                       |                                         |

## Elezioni politiche 1976
| Liste                                         | Voti      | %     | Seggi |
| --------------------------------------------- | --------- | ----- | ----- |
| Partito Comunista Italiano                    | 819.224   | 49,23 | 14    |
| Democrazia Cristiana                          | 430.104   | 25,85 | 7     |
| Partito Socialista Italiano                   | 147.273   | 8,85  | 2     |
| Partito Repubblicano Italiano                 | 99.783    | 6,00  | 2     |
| Partito Socialista Democratico Italiano       | 63.054    | 3,79  | 1     |
| Movimento Sociale Italiano - Destra Nazionale | 52.331    | 3,14  | 1     |
| Partito Radicale                              | 18.263    | 1,10  | -     |
| Partito Liberale Italiano                     | 15.749    | 0,95  | -     |
| Democrazia Proletaria                         | 15.542    | 0,93  | -     |
| Partito Democratico                           | 2.797     | 0,17  | -     |
| Totale                                        | 1.664.120 |       | 27    |

| Partito Comunista Italiano | Democrazia Cristiana | Partito Socialista Italiano               |
| --- | --- | ----------------------------------------- |
| - Arrigo Boldrini - Guido Fanti - Giovanni Giadresco - Francesco Alici - Giovanna Bosi Maramotti - Sergio Flamigni - Antonio Rubbi - Giovanni Buzzoni - Enrico Gualandi - Mauro Olivi - Flavio Colonna - Adriana Lodi Faustini Fustini - Giancarla Codrignani - Armando Sarti | - Benigno Zaccagnini - Nino Cristofori - Giancarlo Tesini - Virginiangelo Marabini - Lorenzo Cappelli - Nicola Sanese - Emilio Rubbi | - Francesco De Martino - Stefano Servadei |
| Partito Repubblicano Italiano | Partito Socialista Democratico Italiano                                                                                              | Movimento Sociale Italiano                |
| - Oddo Biasini - Renato Ascari Raccagni | - Luigi Preti | - Pietro Cerullo                          |

## Elezioni politiche 1979
| Liste                                         | Voti      | %     | Seggi |
| --------------------------------------------- | --------- | ----- | ----- |
| Partito Comunista Italiano                    | 802.157   | 47,99 | 13    |
| Democrazia Cristiana                          | 413.764   | 24,75 | 7     |
| Partito Socialista Italiano                   | 138.101   | 8,26  | 2     |
| Partito Repubblicano Italiano                 | 100.141   | 5,99  | 2     |
| Partito Socialista Democratico Italiano       | 65.422    | 3,91  | 1     |
| Partito Radicale                              | 49.387    | 2,95  | 1     |
| Movimento Sociale Italiano - Destra Nazionale | 45.541    | 2,72  | 1     |
| Partito Liberale Italiano                     | 24.086    | 1,44  | -     |
| Partito di Unità Proletaria                   | 16.642    | 1,00  | -     |
| Nuova Sinistra Unita                          | 9.582     | 0,57  | -     |
| Democrazia Nazionale                          | 3.605     | 0,22  | -     |
| Partito Democratico                           | 3.108     | 0,19  | -     |
| Totale                                        | 1.671.536 |       | 27    |

| Partito Comunista Italiano | Democrazia Cristiana | Partito Socialista Italiano                   | Partito Repubblicano Italiano    |
| --- | --- | --------------------------------------------- | -------------------------------- |
| - Guido Fanti - Giovanni Giadresco - Giovanna Bosi Maramotti - Giulio Bellini - Antonio Rubbi - Enrico Gualandi - Armando Sarti - Flavio Colonna - Giancarla Codrignani - Francesco Alici - Adriana Lodi Faustini Fustini - Angelo Satanassi - Mauro Olivi | - Benigno Zaccagnini - Adolfo Loris Cristofori - Giancarlo Tesini - Lorenzo Cappelli - Virginiangelo Marabini - Nicola Sanese - Emilio Rubbi | - Antonio Servadei - Paolo Babbini            | - Oddo Biasini - Gianni Ravaglia |
| Partito Socialista Democratico Italiano | Partito Radicale | Movimento Sociale Italiano - Destra Nazionale |                                  |
| - Luigi Preti | - Gianfranco Spadaccia | - Pino Romualdi                               |                                  |

## Elezioni politiche 1983
| Liste                                         | Voti      | %     | Seggi |
| --------------------------------------------- | --------- | ----- | ----- |
| Partito Comunista Italiano                    | 808.838   | 48,20 | 13    |
| Democrazia Cristiana                          | 343.630   | 20,48 | 5     |
| Partito Socialista Italiano                   | 158.654   | 9,45  | 2     |
| Partito Repubblicano Italiano                 | 135.712   | 8,09  | 2     |
| Movimento Sociale Italiano - Destra Nazionale | 62.339    | 3,71  | 1     |
| Partito Socialista Democratico Italiano       | 54.933    | 3,27  | 1     |
| Partito Liberale Italiano                     | 38.165    | 2,27  | 1     |
| Partito Radicale                              | 31.976    | 1,91  | 1     |
| Partito Nazionale Pensionati                  | 19.911    | 1,19  | -     |
| Democrazia Proletaria                         | 19.455    | 1,16  | -     |
| Unione Pensionati Pensionandi d'Italia        | 3.416     | 0,20  | -     |
| Lista per Trieste                             | 1.200     | 0,07  | -     |
| Totale                                        | 1.678.229 |       | 26    |

| Partito Comunista Italiano | Democrazia Cristiana                                                                                        | Partito Socialista Italiano   | Partito Repubblicano Italiano       |
| --- | --- | ----------------------------- | ----------------------------------- |
| - Renato Zangheri - Giulio Bellini - Antonio Rubbi - Armando Sarti - Adriana Lodi Faustini Fustini - Augusto Barbera - Giovanna Filippini - Enrico Gualandi - Giovanna Bosi Maramotti - Giovanni Giadresco - Mauro Olivi - Angelo Satanassi - Giancarla Codrignani | - Nicola Sanese - Beniamino Andreatta - Pier Ferdinando Casini - Giancarlo Tesini - Adolfo Loris Cristofori | - Renzo Santini - Franco Piro | - Giovanni Spadolini - Oddo Biasini |
| Movimento Sociale Italiano - Destra Nazionale | Partito Socialista Democratico Italiano                                                                     | Partito Liberale Italiano     | Partito Radicale                    |
| - Filippo Berselli | - Luigi Preti                                                                                               | - Antonio Patuelli            | - Gianfranco Spadaccia              |

## Elezioni politiche 1987
| Liste                                         | Voti      | %     | Seggi |
| --------------------------------------------- | --------- | ----- | ----- |
| Partito Comunista Italiano                    | 771.147   | 44,66 | 12    |
| Democrazia Cristiana                          | 374.730   | 21,70 | 6     |
| Partito Socialista Italiano                   | 210.897   | 12,21 | 3     |
| Partito Repubblicano Italiano                 | 106.717   | 6,18  | 2     |
| Movimento Sociale Italiano - Destra Nazionale | 64.990    | 3,76  | 1     |
| Lista Verde                                   | 40.169    | 2,33  | 1     |
| Partito Radicale                              | 36.731    | 2,13  | 1     |
| Partito Socialista Democratico Italiano       | 31.898    | 1,85  | -     |
| Partito Liberale Italiano                     | 29.949    | 1,73  | -     |
| Democrazia Proletaria                         | 25.267    | 1,46  | -     |
| Caccia Pesca Ambiente                         | 13.498    | 0,78  | -     |
| Partito Verde Italiano - Verdi d'Europa       | 10.032    | 0,58  | -     |
| Liga Veneta - Pensionati Uniti                | 7.875     | 0,46  | -     |
| Partito Sardo d'Azione                        | 1.157     | 0,07  | -     |
| Nuovo Partito Popolare                        | 874       | 0,05  | -     |
| Alleanza Popolare                             | 687       | 0,04  | -     |
| Totale                                        | 1.726.618 |       | 26    |

| Partito Comunista Italiano | Democrazia Cristiana                                                                                        | Partito Socialista Italiano                    | Partito Repubblicano Italiano            |
| --- | --- | ---------------------------------------------- | ---------------------------------------- |
| - Renato Zangheri - Antonio Rubbi - Pietro Folena - Giordano Angelini - Giovanna Filippini - Silvia Barbieri - Antonio Cederna - Bruno Solaroli - Massimo Serafini - Gianna Serra - Adriana Lodi Faustini Fustini - Nadia Masini | - Pier Ferdinando Casini - Nino Cristofori - Nicola Sanese - Giancarlo Tesini - Emilio Rubbi - Franco Ricci | - Paolo Babbini - Franco Piro - Renato Capacci | - Giovanni Spadolini - Stelio De Carolis |
| Movimento Sociale Italiano - Destra Nazionale | Lista Verde                                                                                                 | Partito Radicale                               |                                          |
| - Filippo Berselli | - Anna Donati                                                                                               | - Giovanni Negri                               |                                          |

## Elezioni politiche 1992
| Liste                                         | Voti      | %     | Seggi |
| --------------------------------------------- | --------- | ----- | ----- |
| Partito Democratico della Sinistra            | 597.184   | 34,21 | 9     |
| Democrazia Cristiana                          | 317.574   | 18,19 | 5     |
| Partito Socialista Italiano                   | 191.156   | 10,95 | 3     |
| Partito Repubblicano Italiano                 | 130.188   | 7,46  | 2     |
| Lega Nord                                     | 121.852   | 6,98  | 2     |
| Partito della Rifondazione Comunista          | 117.573   | 6,73  | 2     |
| Movimento Sociale Italiano - Destra Nazionale | 64.474    | 3,69  | 1     |
| Federazione dei Verdi                         | 48.753    | 2,79  | 1     |
| Partito Liberale Italiano                     | 39.651    | 2,27  | 1     |
| Partito Socialista Democratico Italiano       | 28.008    | 1,60  | -     |
| Lista Marco Pannella                          | 22.091    | 1,27  | 1     |
| La Rete                                       | 18.977    | 1,09  | -     |
| Sì Referendum                                 | 15.685    | 0,90  | -     |
| Partito Pensionati                            | 11.033    | 0,63  | -     |
| Caccia Pesca Ambiente                         | 7.491     | 0,43  | -     |
| La Lega Casalinghe Pensionati                 | 5.814     | 0,33  | -     |
| Lega d'Azione Meridionale                     | 4.015     | 0,23  | -     |
| Federalismo                                   | 2.200     | 0,13  | -     |
| Movimento Europeo Automobilisti               | 2.107     | 0,12  | -     |
| Totale                                        | 1.745.826 |       | 27    |

| Partito Democratico della Sinistra | Democrazia Cristiana                                                                                  | Partito Socialista Italiano                        | Partito Repubblicano Italiano          | Lega Nord                  |
| --- | --- | -------------------------------------------------- | -------------------------------------- | -------------------------- |
| - Achille Occhetto - Alfredo Zagatti - Giordano Angelini - Ennio Grassi - Nadia Masini - Bruno Solaroli - Gianna Serra - Augusto Barbera - Davide Visani | - Pier Ferdinando Casini - Adolfo Loris Cristofori - Nicola Sanese - Roberto Pinza - Romano Baccarini | - Paolo Babbini - Franco Piro - Giuseppe Albertini | - Giorgio La Malfa - Stelio De Carolis | - Fabio Dosi - Luigi Rossi |
| Partito della Rifondazione Comunista | Movimento Sociale Italiano                                                                            | Federazione dei Verdi                              | Partito Liberale Italiano              | Partito Radicale           |
| - Lucio Manisco - Sergio Garavini | - Alessandra Mussolini                                                                                | - Sauro Turroni                                    | - Antonio Patuelli                     | - Roberto Cicciomessere    |